# Echte Gooische meisjes in de bijstand
Echte Gooische meisjes in de bijstand is een Nederlandse realityserie die in 2009 werd uitgezonden door RTL 5. De televisieserie is een spin-off van de serie Echte Gooische meisjes die tussen 2008 en 2010 werd uitgezonden.

## Format
In de serie gingen de vijf 'Gooische meisjes' Bo, Pauline, Kimberly, Florine en Leslie samen een maand in de bijstand leven. De groep leverde hun luxe huizen en spullen in en trokken samen in een rijtjeshuis in Amsterdam-Noord. Ze moesten leven van een bijstandsuitkering, daarnaast zetten ze zich een maand lang in als vrijwilliger.
De vijf meiden kregen wel in het begin eenmalig 1.000 euro om meubels voor hun nieuwe tijdelijke huis te kopen.

## Achtergrond
Nadat de serie Echte Gooische meisjes positief werd ontvangen door de kijker maakte de woordvoerster van RTL in januari 2009 bekend dat ze plannen hadden om de dames een andere serie te geven met een andere invalshoek die te vergelijken zou zijn met De Frogers: Effe geen cent te makken. De komst van het programma werd in maart 2009 officieel bevestigd.
De voice-over was net als in de originele serie Beau van Erven Dorens. De serie werd geproduceerd door Talpa Producties en ging van start op zondag 26 april 2009 en bestond uit acht afleveringen. De eerste aflevering van de serie werd bekeken door 458.000 kijkers.